# St. Ägidius (Dipbach)

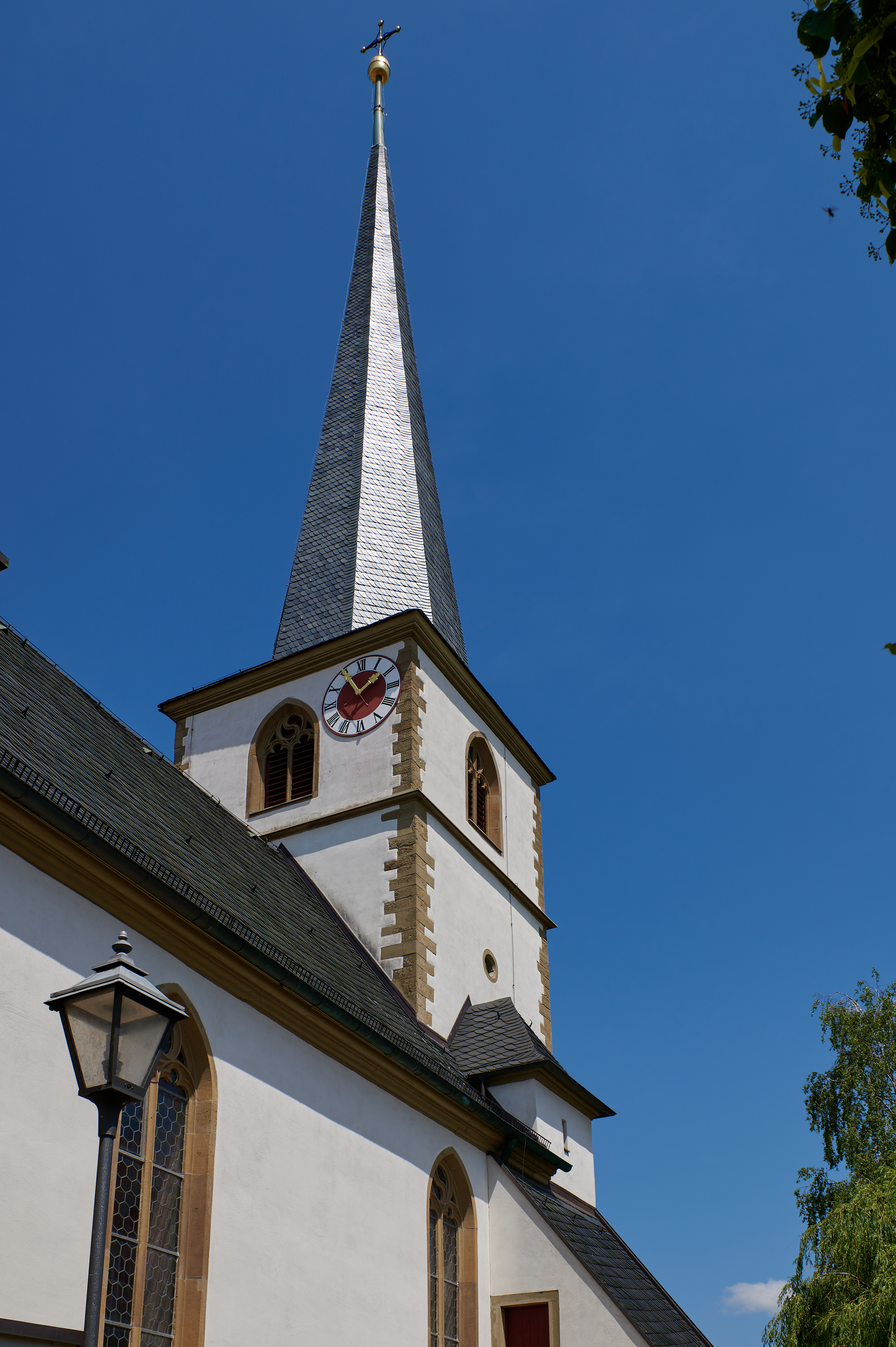
St. Ägidius (Dipbach)

Die römisch-katholische Pfarrkirche St. Ägidius ist ein denkmalgeschütztes Kirchengebäude, das in Dipbach steht, einem Gemeindeteil der Stadt Bergtheim im Landkreis Würzburg (Unterfranken, Bayern). Das Bauwerk ist unter der Denkmalnummer D-6-79-117-32 als Baudenkmal in der Bayerischen Denkmalliste eingetragen. Die Pfarrei gehört zur Pfarreiengemeinschaft Volk Gottes an Pleichach und Main im Dekanat Würzburg rechts des Mains des Bistums Würzburg.

## Beschreibung
Die Saalkirche wurde im Kern 1609 gebaut. 1963 wurde im Westen ein modernes Querschiff und ein neuer Chor angebaut. Im Osten des Langhauses steht der ehemalige Chorturm, dessen oberstes Geschoss die Turmuhr und den Glockenstuhl beherbergt, und der mit einem achtseitigen, schiefergedeckten, spitzen Helm bedeckt ist.